# 우고정
우고정(일본어: 羽後町 우고마치[*])은 일본 아키타현 남부에 있는 오가치군의 정이다.
주위는 산으로 둘러싸여 있고 옛날에는 오노데라씨의 성시(조카마치)로 발전했다. 현내 굴지의 폭설 지대이며 산간부의 적설량은 2m를 넘는 경우도 자주 있다. 주요 산업은 농업으로 아키타코마치(쌀 품종)의 생산량이 많고 구로게와슈(일본의 검은 소)로 대표되는 축산업도 번성하고 있다.

## 역사
- 1955년 4월 1일 - 니시모나이정·미와촌·니나리촌·메이지촌·모토니시모나이촌·다시로촌·센도촌 등 1정 6촌이 합병해 우고정이 탄생하였다.

## 인구
|                                            | |
| 우고정의 전국의 연령별 인구 분포（2005년） | 우고정의 연령·남녀별 인구 분포（2005년）                                                                                  |
| ■자주색 ― 우고정 ■녹색 ― 일본전국          | ■파랑색 ― 남자 ■빨간색 ― 여자                                                                                             |
| · 우고정（에 해당되는 지역）의 인구추이    | |
| 일본 총무성 통계국 국세조사 결과           | |
|                                            | 이 그래프는 더 이상 지원되지 않는 레거시 그래프 확장 기능을 사용하고 있습니다. 새로운 차트 확장 기능으로 변환해야 합니다. |

## 교통

### 도로
- 국도 398호선